# Zeller Loch
Das Zeller Loch ist ein Moorgebiet am westlichen Rand des Fuldaer Stadtteils Zell in Richtung Gieseler Forst. Das Niedermoor erstreckt sich über etwa 8500 m². Es wurde 1938 zum Naturdenkmal erklärt, 1986 zum Naturschutzgebiet und 2008 zum Flora-Fauna-Habitat. 

Zeller Loch im Herbst

Gesamtansicht

Die Entstehung des Moores ist auf die Auslaugung von im Untergrund lagernden Zechsteinsalzen zurückzuführen, die vermutlich in der Tertiärzeit vor rund 25 Millionen Jahren einsetzte; dadurch kam es zu einem Erdfall und der Ausbildung der heutigen Subrosionssenke. Durch verfaulende Pflanzen und fehlenden Wasserabfluss bildete sich das Moor. Das Moorauge ist ein etwa 100 m² großer und 30 cm tiefer Teich.
Eigentümer des Gebietes ist seit 1973 der Verein für Naturkunde in Osthessen (VNO). Der Verein zählte in diesem Moorgebiet 1969 insgesamt 124 Arten von Blühpflanzen.